# English Nell
English Nell è un cortometraggio muto del 1900. Non si conosce il nome del regista che non viene riportato nei credit del film che ha come protagonista il personaggio storico di Nell Gwynne, attrice e amante ufficiale di Carlo II d'Inghilterra.

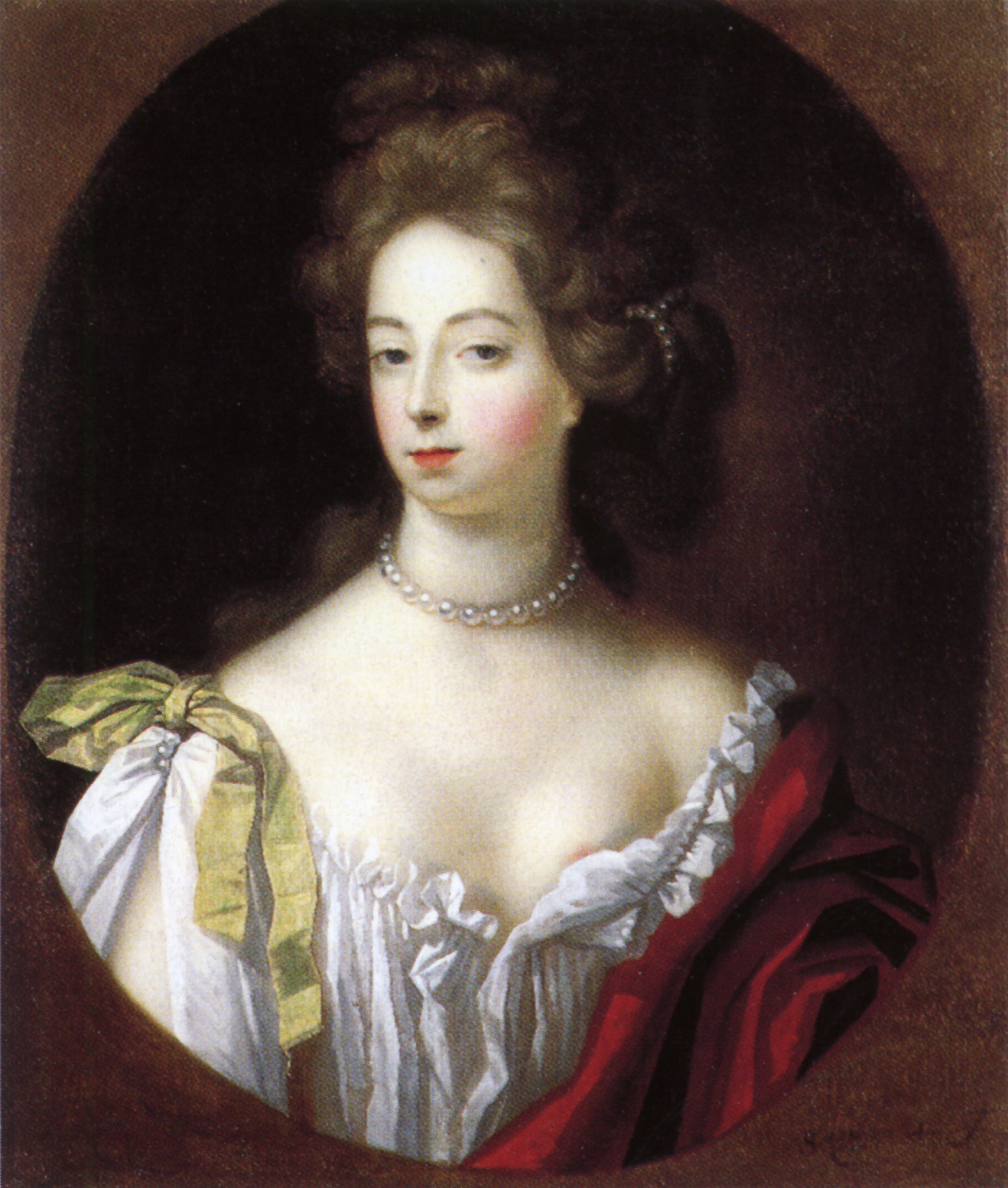
Ritratto di Nell Gwynne (1680)

Il soggetto si basa sul lavoro teatrale Simon Dale (1898) di Anthony Hope e Edward E. Rose.

## Produzione
Il film fu prodotto dalla British Mutoscope & Biograph Company.

## Distribuzione
Distribuito dalla British Mutoscope & Biograph Company, il film uscì nelle sale britanniche nel settembre 1900.